# معهد أبحاث الفيزياء الراديوية
يقع معهد أبحاث الفيزياء الراديوية (في الإنجليزية: Radiophysical Research Institute، والاختصار: NIRFI) في مدينة نيجني نوفغورود الروسية، وهو معهد بحثي يقوم بأبحاث أساسية وتطبيقية في الحقول الراديوية، الفلكية الراديوية، الكونية، والهندسة الراديوية. كذلك هو مشهور بأعماله المتعلقة بالعلوم الفيزيائية الشمسية، والفيزياء الشمسية الأرضية، بالإضافة إلى الفيزياء الأرضية. يعود هذا المعهد لنظام التعليم الروسي؛ فقد تم تأسيسه عام 1956 تحت اسم معهد الأبحاث الفيزيائية الراديوية التابع لوزارة التعليم والعلوم (السوفياتية سابقًا).

## برامج المعهد
- مرصد زيمنكوفسكي الفلكي الراديوي.
- مرفق التدفئة الأيونوسفيرية سورا.
- التلسكوب الراديوي التابع لمختبرات المعهد (RT-14 NIRFI Staraya Pustin + two RT-7).